# Торгунский
Торгунский — посёлок в Николаевском районе Волгоградской области России. Входит в состав Барановского сельского поселения. Население 116 чел. (2010).

## История
В соответствии с Законом Волгоградской области от 14 февраля 2005 года № 1005-ОД хутор вошёл в состав образованного Барановского сельского поселения.

## География
Расположен на северо-востоке региона, по левобережью Волгоградского водохранилища, в пределах степной зоны Низкого Заволжья, между реками Торгун, Базарная Солянка и Палассовским каналом.
Уличная сеть состоит из двух типов географических объектов:
- Территория ФХ Культурный
- Улица — ул. Торгунская

## Население
| 2010 |
| ---- |
| 116  |

Гендерный состав
По данным Всероссийской переписи населения 2010 года в гендерной структуре населения из 116 человек мужчин — 62, женщин — 54 (53,4 и 46,6 % соответственно).
Национальный состав
Согласно результатам переписи 2002 года, в национальной структуре населения
русские составляли 61 %, казахи	27 % из общей численности населения в 145 чел..

## Инфраструктура
Развитое сельское хозяйство. Фермерское хозяйство, личное подсобное хозяйство.
Ведется газификация хутора. Строительство газопровода в п. Торгунский включено в областную целевую программу «Газификация Волгоградской области на 2013—2017 годы»

## Транспорт
К посёлку ведёт дорога муниципального значения.